# Sauge
Salvia
Pour la commune suisse, voir Sauge (Berne). Pour les autres sens, voir Sauge (homonymie).
Genre
Classification phylogénétique
Les sauges , Salvia en latin, sont un genre de plantes à fleurs de la famille des Lamiacées. Il comprend plus de 900 espèces, annuelles, bisannuelles, vivaces ou arbustives. Une dizaine de sauges sont indigènes en Europe, par exemple la sauge des prés.
Les sauges étaient considérées au Moyen Âge comme une panacée, certaines espèces possédant de nombreuses vertus médicinales. Deux d'entre elles étaient particulièrement utilisées pour leurs sommités fleuries et leurs feuilles, la sauge sclarée (Salvia sclarea) et la sauge officinale (Salvia officinalis), avec lesquelles on faisait des infusions et des décoctions.

## Répartition et habitat

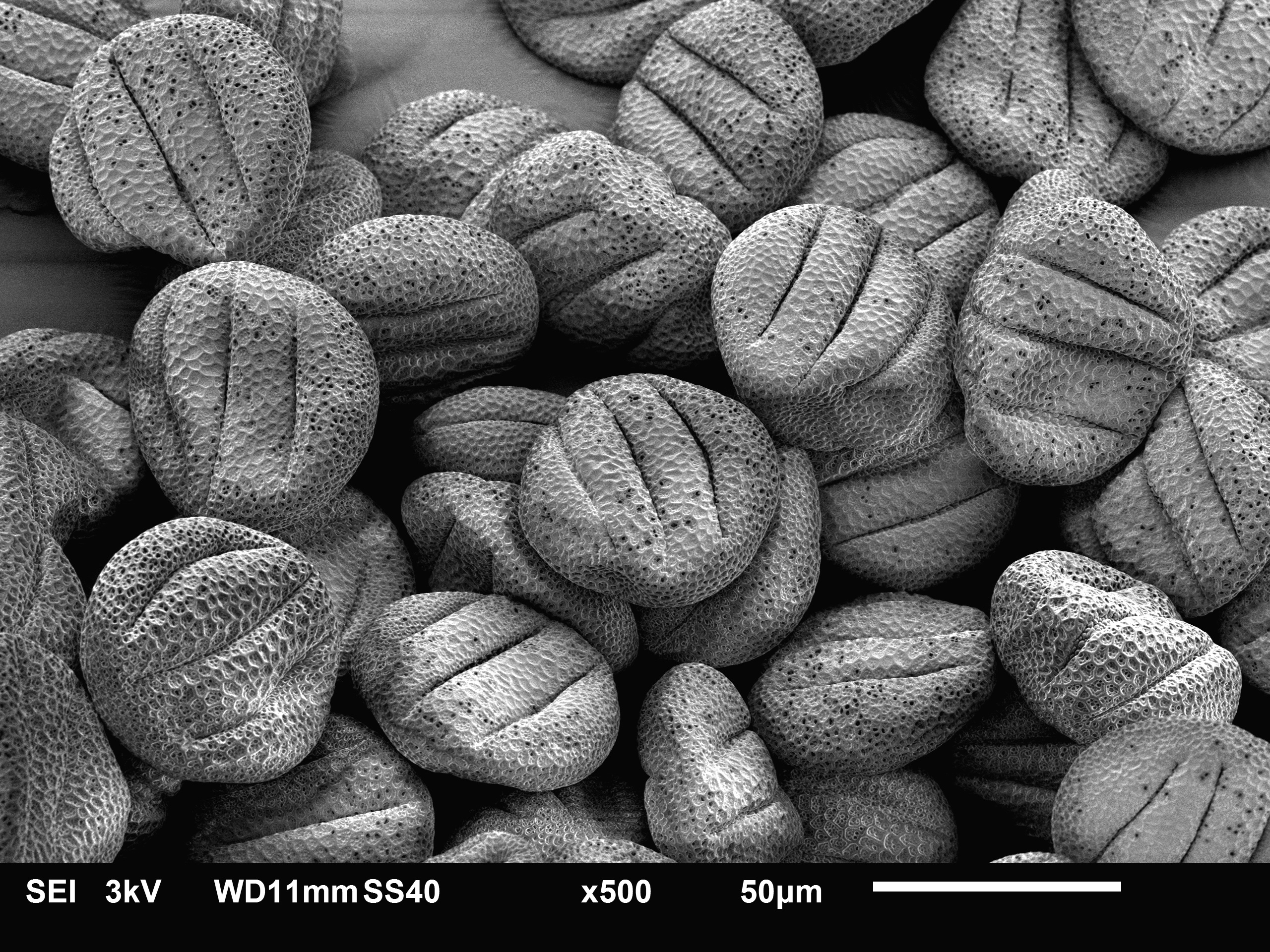
Pollen de sauge, vu au microscope électronique.

On la retrouve dans toutes les zones tempérées, sur des sols bien drainés et des sites bien ensoleillés.

## Utilisations

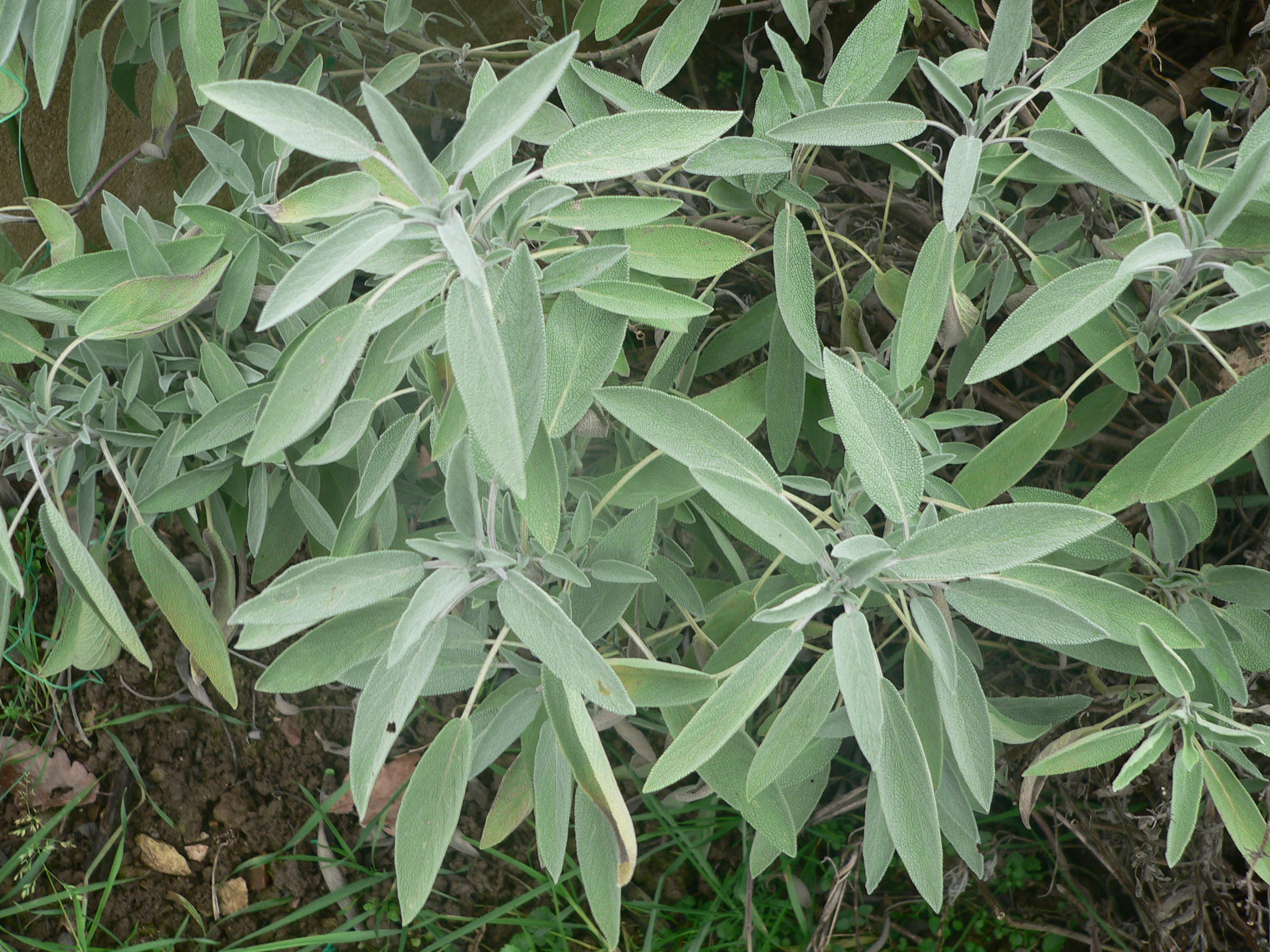
Les feuilles de sauge officinale ont un aspect cendré.

Certaines espèces de sauges, en particulier Salvia divinorum (la « sauge divinatoire », connue localement sous des noms divers comme hojas de la pastora ou yerba de María), possèdent des propriétés hallucinogènes, et sont encore employées dans les rites chamaniques de purification contre les nuisances occultes dans certaines tribus amérindiennes ou comme psychotropes.
La sauge est aussi employée comme herbe aromatique dans des préparations comme l'aiga bolhida par exemple. Son goût est puissant, légèrement amer et camphré. Elle se marie bien avec le porc (arista, carré de porc rôti), le veau (saltimbocca) et les plats à base de volaille — poulet, dinde, canard — mais aussi avec des pommes de terre et autres féculents. Elle s'utilise aussi en naturopathie pour ses propriétés médicinales, notamment sur le système hormonal féminin. Elle apaiserait les maux liés au syndrome pré menstruel et permettrait un sevrage sans douleur pour les mamans allaitantes en apaisant les montées de lait. Certaines espèces sont purement ornementales. Elle est citée au Moyen Âge dans le capitulaire De Villis, qui fut à l'honneur jusqu'au XVIIe siècle.

### Propriétés médicinales
Antiseptique, antispasmodique, antisudorifique, apéritive, bactéricide, calmante, céphalique, coronarienne, digestive, énergétique, enraye la montée de lait, diurétique léger, emménagogue, fébrifuge, laxative, fluidifiant sanguin, stimule la mémoire, tonique,.
La sauge possèderait une action œstrogénique, c'est un régulateur hormonal qui agit sur la sphère urogénitale féminine,

## Histoire

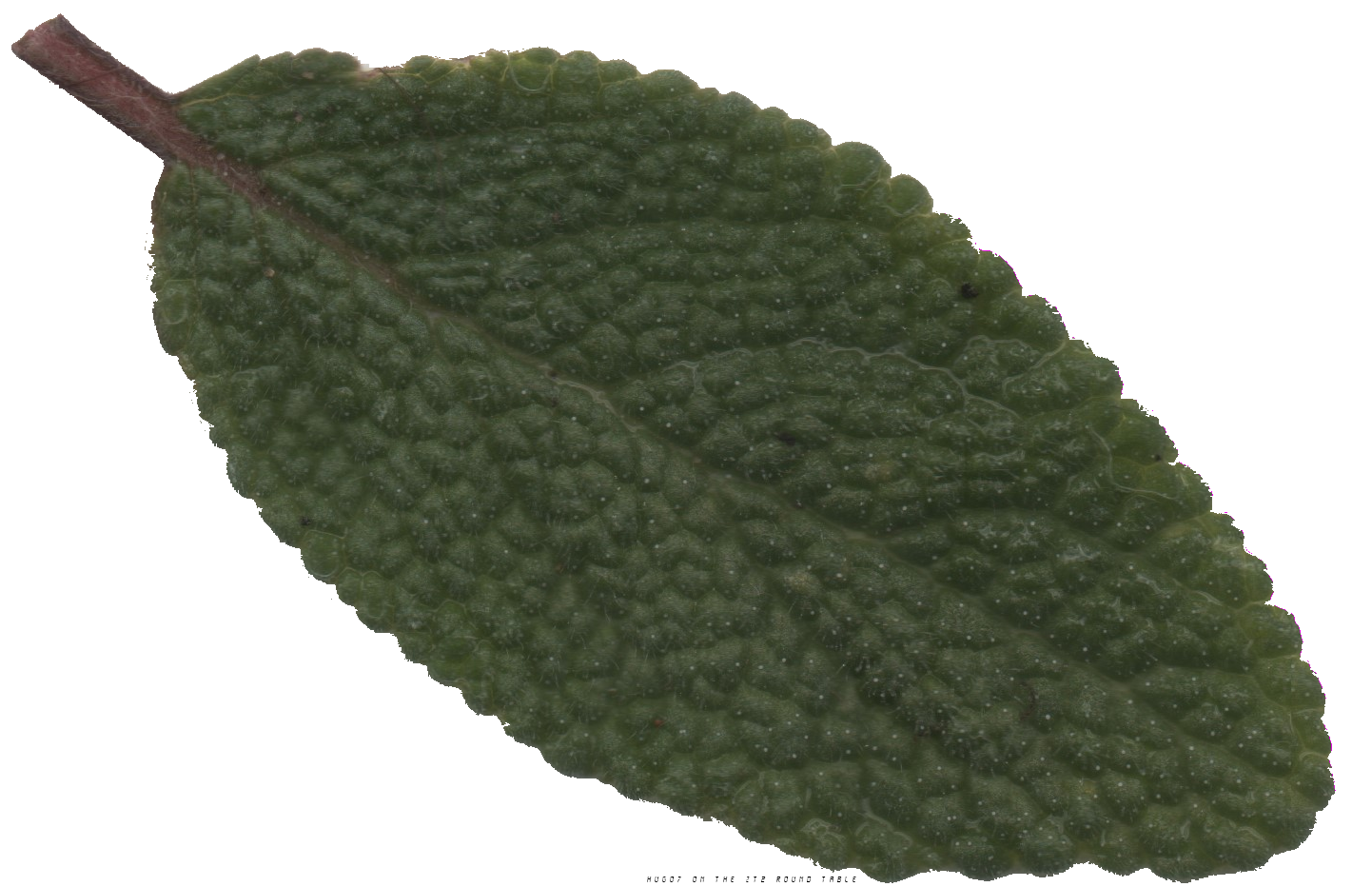
Détails de Salvia officinalis passé au scanner (cliquez pour agrandir).

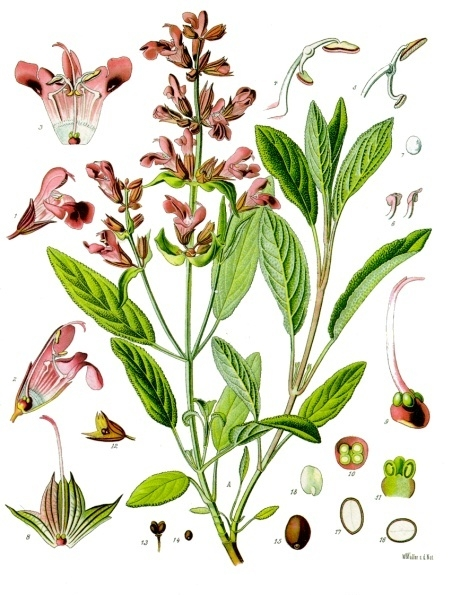
Sauge officinale.

La sauge est une des plantes médicinales de l'Antiquité et du Moyen Âge. Au XVIe siècle, le botaniste Jacob Tabernae-Montanus écrit que les femmes égyptiennes avaient l'habitude de boire du jus de sauge pour accroître leur fertilité, régulariser leurs cycles menstruels et faciliter leurs grossesses. Les Grecs appréciaient ses propriétés digestives et antiseptiques. Les Romains et les Arabes l'employaient communément comme tonique et en compresse contre les morsures de serpent. Elle faisait partie des plantes dont la culture est recommandée dans les domaines royaux par Charlemagne dans le capitulaire De Villis. Cette herbe royale se répandit dans toute l'Europe du Nord et de l'Est grâce aux Bénédictins qui la cultivaient dans les jardins des monastères. Reconnue par les Chinois qui commerçaient avec les Hollandais au XVIIe siècle, ils n'hésitaient pas à échanger leurs feuilles de thé les plus précieuses contre des feuilles de sauge. Louis XIV en avait même fait sa tisane d'élection et en servait à tout propos. À la même époque, la sauge officinale fut acclimatée en Amérique où elle devint l'herbe aromatique la plus populaire jusqu'à la fin de la Seconde Guerre mondiale.
Au XVIIIe siècle, on roule les feuilles de sauge comme des cigarettes. Tous les asthmatiques se mettaient à fumer de la sauge dès l'apparition du premier pollen printanier. La plante était associée à l'immortalité et à la longévité. Certains groupes d'Amérindiens mélangeaient la sauge avec de la graisse d'ours pour guérir les problèmes de peau. On a aussi utilisé la plante pour traiter les verrues.[réf. nécessaire]
« Qui a de la sauge dans son jardin, n'a pas besoin d'un médecin » (dicton provençal)
À l'époque préhispanique, les Aztèques (et avant eux, les Mayas) ont cultivé une variété locale de sauge, le « chia » (Salvia hispanica), qui a donné son nom à l'État mexicain du Chiapas (eaux/rivière du chia) ; les graines de chia constituaient alors la troisième source alimentaire végétale après les variétés de maïs et de blé. La culture de chia a ensuite presque disparu pour ne subsister qu'à l’état sauvage, pour des raisons politiques et religieuses (car la graine servait aussi de monnaie d'échange et dans les offrandes rituelles). On redécouvre aujourd'hui ses vertus en matière de nutrition, car sa petite graine ovale ou ronde (d’environ 1 mm de diamètre), généralement grise, mêlée de taches noires ou blanches, et qu'on peut consommer de la même façon que le riz ou la semoule de blé, est très riche en acides gras polyinsaturés cis (dont plus de 60 % d'oméga-3) et pratiquement exempte de tout composé toxique (notamment, absence de ricine et produits similaires) ou phyto-hormonal.
Aujourd'hui à nouveau cultivée en Amérique centrale et dans le sud des États-Unis, la graine de chia est une source alternative d’oméga-3, préférable au soja ou même à la graine de lin qui font l’objet de surveillance de la part des autorités sanitaires à cause de leur trop fort apport en flavonoïdes actifs (propriétés hormonales comparable aux œstrogènes) ou aux huiles de poisson (dont la pêche est aujourd’hui limitée et dont les sous-produits ne sont plus exempts de composés polluants). Cette semence fait partie des «nouvelles» espèces alimentaires dont l’usage devrait se développer et faire l’objet de recommandations, d’autant plus que sa culture est nettement moins exigeante en ressources naturelles que celle du soja et nécessite beaucoup moins d’engrais azotés (polluants des nappes aquifères et de l’atmosphère). En France, on la trouve vendue souvent associée à des produits céréaliers comme le boulghour méditerranéen.

## Confusions

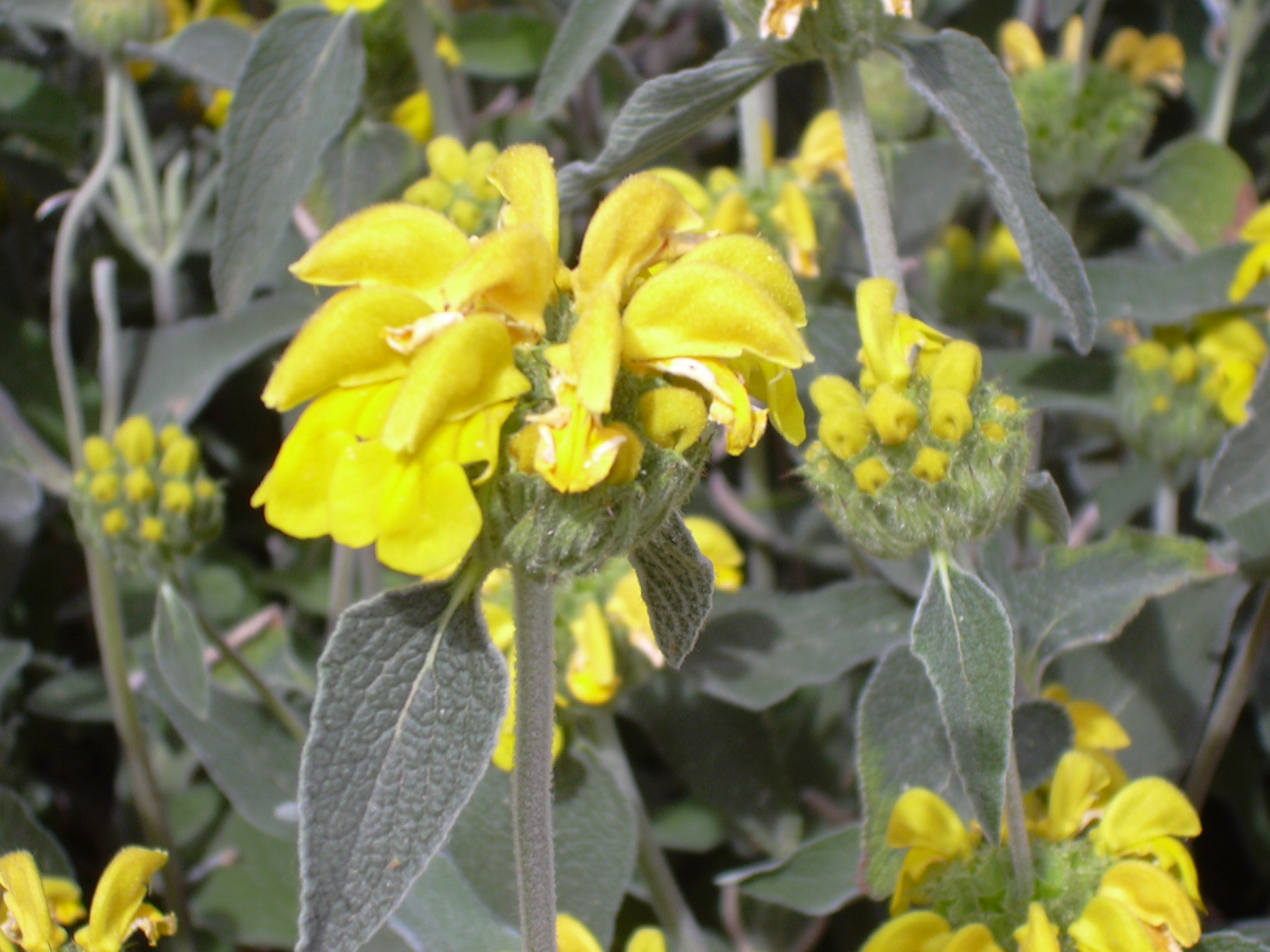
Phlomis fruticosa dit « sauge de Jérusalem » en fleur.

Le Phlomis fruticosa est souvent nommé « sauge de Jérusalem », mais ne fait pas partie du genre Salvia, malgré son aspect visuel comparable, surtout au niveau des feuilles. Il est simplement membre des Lamiaceae.
De même, le Teucrium scorodonia est appelé sauge des bois.
En anglais « sagebrush » (de l'anglais : sage, sauge) désigne différentes espèces d'armoise.

## Composition
Diterpènes et triterpènes, salvène, flavonoïdes, huile essentielle à thuyone, tanins.

## Liste des espèces

### Principales espèces
- Salvia aegyptiaca L.
- Salvia aethiopis L., la sauge d'Éthiopie
- Salvia africana L.
- Salvia albocaerulea Linden
- Salvia algeriensis Desf.
- Salvia amarissima Ortega
- Salvia amplexicaulis Lam.
- Salvia apiana Jeps., la sauge blanche
- Salvia argentea L., la sauge argentée
- Salvia aurea L.
- Salvia austriaca Jacq.
- Salvia axillaris Moc. & Sessé ex Benth.
- Salvia azurea Lam.
- Salvia bertolonii Vis.
- Salvia biflora Ruiz & Pav.
- Salvia bowleyana Dunn
- Salvia broussonetii Benth.
- Salvia buchananii Hedge
- Salvia bulleyana Diels
- Salvia campanulata Wall. ex Benth.
- Salvia canariensis L.
- Salvia candelabrum Boiss., la sauge candélabre
- Salvia carduacea Benth.
- Salvia chionantha Boiss.
- Salvia clevelandii (A. Gray) Greene
- Salvia coccinea Buc'hoz ex Etl.
- Salvia columbariae Benth.
- Salvia darcyi J.Compton
- Salvia deserta Schangin
- Salvia dichroa Hook. f.
- Salvia discolor Kunth
- Salvia divinorum Epling & Játiva, la sauge divinatoire
- Salvia dolicantha E. Peter
- Salvia dombeyi Epling
- Salvia dominica L.
- Salvia dorrii (Kellogg) Abrams
- Salvia dumetorum Andrz. ex Besser
- Salvia earlei Wooton & Standl.
- Salvia eigii Zohary
- Salvia elegans Vahl, la sauge ananas
- Salvia farinacea Benth.
- Salvia florida Benth.
- Salvia forskahlii L.
- Salvia fruticosa Mill.
- Salvia funerea M. E. Jones
- Salvia gesneriflora Lindl.
- Salvia glutinosa L., la sauge glutineuse
- Salvia grandiflora Etl.
- Salvia greggii A. Gray
- Salvia guaranitica A. St.-Hil. ex Benth.
- Salvia hempsteadiana S. F. Blake
- Salvia henryi A. Gray
- Salvia hians Royle ex Benth.
- Salvia hierosolymitana Boiss.
- Salvia hispanica L., la sauge aztèque ou chia
- Salvia horminum
- Salvia indica L.
- Salvia judaica Boiss.
- Salvia jurisicii Kosanin
- Salvia lanigera Poir.
- Salvia lavandulifolia Vahl
- Salvia leonuroides Gloxin
- Salvia leucantha Cav.
- Salvia leucophylla
- Salvia limbata C. A. Mey.
- Salvia lindenii Benth.
- Salvia lupulina Fernald
- Salvia lyrata L.
- Salvia mellifera Greene
- Salvia mexicana L.
- Salvia microphylla Kunth, la sauge à petites feuilles
- Salvia microstegia Boiss. & Balansa
- Salvia miltiorrhiza Bunge
- Salvia miniata Fernald
- Salvia mocinoi Benth.
- Salvia moorcroftiana Benth.
- Salvia napifolia Jacq.
- Salvia nemorosa la Sauge des forêts
- Salvia occidentalis Sw.
- Salvia officinalis L., la sauge officinale
- Salvia oppositiflora Ruiz & Pav.
- Salvia pachyphylla Epling
- Salvia palaestina Benth.
- Salvia patens Cav.
- Salvia pentstemonoides Kunth & C. D. Bouché
- Salvia phlomoides Asso
- Salvia pinnata L.
- Salvia plebeia R. Br.
- Salvia polystachya M. Martens & Galeotti
- Salvia pomifera L.
- Salvia popenoei S. F. Blake
- Salvia potus Epling
- Salvia pratensis L., la sauge des prés
- Salvia przewalskii Maxim.
- Salvia reflexa Hornem.
- Salvia regeliana Trautv.
- Salvia regla Cav.
- Salvia rhombifolia Ruiz & Pav.
- Salvia ringens Sm.
- Salvia roborowskii Maxim.
- Salvia roemeriana Scheele
- Salvia rosmarinus Spenn, le romarin
- Salvia sagittata Ruiz & Pav.
- Salvia samuelssonii Rech. f.
- Salvia sclarea L., la sauge sclarée
- Salvia sinaloensis Fernald
- Salvia sonomensis
- Salvia spinosa L.
- Salvia splendens Sellow ex Schult., la sauge splendide
- Salvia squalens Kunth
- Salvia stenophylla Burch. ex Benth.
- Salvia ×superba Stapf
- Salvia sylvestris L., la sauge sylvestre
- Salvia syriaca L.
- Salvia tesquicola Klokov & Pobed.
- Salvia texana (Scheele) Torr.
- Salvia tiliifolia Vahl
- Salvia transsylvanica Schur
- Salvia tubiflora Sm.
- Salvia urica Epling
- Salvia verbenaca L., la sauge verveine
- Salvia verticillata L., la sauge verticillée
- Salvia virgata Jacq.
- Salvia viridis L.
- Salvia whitehousei Alziar

## Calendrier
Le 26e jour du mois de messidor (des moissons) du calendrier républicain / révolutionnaire français est dénommé jour de la sauge, généralement chaque 14 juillet du calendrier grégorien, exceptionnellement parfois le lendemain 15 juillet.